# 买买提·玉素甫
买买提·玉素甫（1947年—），维吾尔族，中华人民共和国政治人物、第十一届全国政协委员。
加入中国共产党，担任十一届全国政协常务委员、新疆维吾尔自治区人民检察院原检察长。2008年，当选第十一届全国政协常务委员，代表少数民族界，分入第四十九组。